# NGC 1213
NGC 1213 (również IC 1881, PGC 11789 lub UGC 2557) – galaktyka spiralna (Sd), znajdująca się w gwiazdozbiorze Perseusza. Odkrył ją Lewis A. Swift 14 października 1884 roku.
W galaktyce tej zaobserwowano supernową SN 2012eg.